# Jonathan Rollins
Albert Jonathan Rollins III, född 29 juni 1982 i USA, är en amerikansk komiker bosatt i Sverige. Rollins har tidigare tjänstgjort i den amerikanska militären och var stationerad på en flygbas i Turkiet 2005 när han träffade sin nuvarande fru, Sandra Skärberg från Sverige. År 2018 grundade Rollins och Johannes Brenning den ambulerande ståuppklubben The Laugh House i Stockholm.